# Your Name.
Your Name. (君の名は。, Kimi no na wa.) est un film d'animation japonais réalisé par Makoto Shinkai, produit par CoMix Wave Films et distribué par Toho. Le film est sorti en août 2016 au Japon et en décembre 2016 en France. Il représente un lycéen à Tokyo et une lycéenne dans la campagne japonaise qui commencent soudainement et inexplicablement à échanger leurs corps.
Il présente les voix de Ryunosuke Kamiki et Mone Kamishiraishi, avec la direction de l'animation par Masashi Ando, la conception des personnages par Masayoshi Tanaka, et sa partition orchestrale et sa bande originale composées par Radwimps. Un light novel du même nom, également écrit par Shinkai, a été publié un mois avant la première du film. Le film a été acclamé par la critique, avec des éloges pour l'animation, la musique, les visuels et le poids émotionnel. Le film a rapporté plus de 41,44 milliards de yens (380 millions de dollars) dans le monde, battant de nombreux records au box-office, notamment en devenant le troisième film d'animation le plus rentable de tous les temps, sans tenir compte de l'inflation.
Le film a remporté le prix du meilleur long métrage d'animation aux 42e Los Angeles Film Critics Association Awards, au 49e Festival du film de Sitges et aux 71e Mainichi Film Awards. Le film remporte également le Grand Prix de l'animation au 20e Japan Media Arts Festival, et a été nommé pour la catégorie meilleure animation de l'année au 40e Japan Academy Prize.

## Synopsis
Mitsuha, dix-sept ans, est lycéenne dans le petit village d’Itomori. Ayant perdu sa mère, elle vit avec sa petite sœur, Yotsuha, et sa grand-mère, Hitoha, son père ayant quitté le foyer pour devenir maire. Partageant son temps entre les études, ses amis, et son rôle de miko, dont le savoir lui est transmis par sa grand-mère, elle étouffe, et rêve d’une autre vie en tant que beau jeune homme à Tokyo. Taki, de son côté, est un lycéen tokyoïte timide et doué en dessin. Lorsqu’il ne traîne pas avec ses amis au lycée ou au café, il travaille dans un restaurant italien comme serveur, où il est amoureux d’une collègue plus âgée, Miki, sans avoir jamais osé se déclarer.
Alors qu’une comète passe dans le ciel d’Itomori, leur destin va basculer lorsqu’ils se rendent compte qu’ils se retrouvent chacun dans le corps de l’autre à raison de deux ou trois jours par semaine. Rapidement, ils tentent de communiquer et de se connaître par l’entremise de messages écrits sur leurs corps, puis dans leurs téléphones portables respectifs, établissant des règles pour ne pas perturber la vie de l’autre. Malgré tout, Mitsuha, dans le corps de Taki, parvient à séduire Miki et à lui obtenir un rendez-vous, mais lors de celui-ci, Taki se retrouve gêné, malgré la gentillesse compréhensive de Miki, qui pense qu’il est tombé amoureux d’une autre, et reste son amie. Après ce rendez-vous, plus aucun échange ne se produit, et Taki décide de partir à la recherche de Mitsuha, ne parvenant pas à la joindre sur son portable. Ne sachant rien de l’endroit où elle habite, il tente de se repérer avec les croquis d’Itomori qu’il a esquissés. Alors qu’il commence à perdre espoir, un restaurateur reconnaît son dessin et lui apprend une affreuse nouvelle : Itomori a été détruite le 4 octobre 2013, trois ans auparavant, par une météorite issue du cœur brisé d’une comète, et un tiers de ses habitants, soit environ 500 personnes, sont mortes.
En cherchant dans les registres, Taki retrouve le nom de Mitsuha, de sa famille et de ses amis dans la liste des victimes. Il comprend alors que leurs échanges ne s’effectuaient pas dans la même trame temporelle, et voit les messages sur son portable disparaître petit à petit. Désespéré, le jeune homme se souvient d’un rite shinto d’offrande de kuchikamizake qu’il a vécu dans la peau de Mitsuha, et retrouve le sanctuaire où le saké sacré a été déposé. Il décide de le boire en demandant au dieu de le ramener à l’époque où son amie était encore en vie, et se retrouve projeté dans les méandres du temps. En revivant les dernières journées de Mitsuha et la chute de la comète, il s’aperçoit et se souvient que la jeune fille avait tenté de le retrouver à Tokyo la veille de la catastrophe, mais s’apercevant qu’il ne la connaissait pas, elle s’était enfuie, lui laissant un ruban qu’il avait conservé attaché à son poignet.
Taki se retrouve finalement une dernière fois dans la peau de Mitsuha, le matin avant la chute de la météorite. Alors qu’il tente de fomenter avec les deux amis de Mitsuha un plan pour faire évacuer la population, il se heurte à l’implacabilité du maire ; il court alors vers le sanctuaire pour retrouver Mitsuha, afin qu’elle puisse convaincre son père. Cette dernière se réveille dans le corps de son ami, et sort du sanctuaire, se demandant ce qu’il fait à Itomori, et constate avec effroi le cratère créé par le météore. Au crépuscule, en se guidant avec leurs voix, ils finissent par se retrouver sur une crête par-delà le temps, et se parlent quelques instants ; le jeune homme rend le ruban à son amie, et pour ne pas oublier leurs prénoms respectifs, Taki écrit sur la main de Mitsuha, mais au moment où elle va écrire sur la sienne, elle s’estompe, et le stylo tombe ; ils se retrouvent chacun dans leur époque et dans leur corps, perdant rapidement les souvenirs liés à l’autre. En courant pour retourner au village, Mitsuha regarde sa main et constate que Taki y a écrit « Je t‘aime » ; elle parvient finalement à convaincre son père d’organiser un exercice d’évacuation, ce qui permet de sauver la population du village lorsque la météorite tombe.
En décembre 2021, Taki est toujours à Tokyo et cherche du travail ; Miki vient le voir et lui souhaite de trouver le bonheur, mais il ressent constamment un manque, se demandant pourquoi il s’est beaucoup intéressé à la catastrophe d’Itomori à une époque et a fini par se réveiller seul dans la montagne aux abords du village. Mitsuha est également venue vivre à Tokyo, et ils se croisent à l’occasion sans se reconnaître. Alors qu’ils sont tous deux dans des trains allant dans des directions opposées, leurs regards se rencontrent par la fenêtre, et ils ressentent une forte émotion. Sortant chacun à la station suivante, ils courent pour tenter de se retrouver et se croisent dans un escalier. Alors qu’ils semblent ne pas se reconnaître, ils finissent par se retourner tous les deux, et Taki demande à Mitsuha s’il ne la connaît pas ; elle répond qu’elle a la même impression, et ils se demandent leur prénom, les yeux pleins de larmes...

## Personnages
Taki Tachibana (立花 瀧, Tachibana Taki)
Voix japonaise : Ryūnosuke Kamiki, voix française : Yoann Borg
Un lycéen vivant à Tokyo passant des jours heureux avec ses amis et est employé à temps partiel dans un restaurant italien. Il est assez irritable, mais bien intentionné et gentil.
Mitsuha Miyamizu (宮水 三葉, Miyamizu Mitsuha)
Voix japonaise : Mone Kamishiraishi, voix française : Alice Orsat
Une lycéenne vivant à Itomori, une ville rurale. Elle n'aime pas son père et est gênée par ses campagnes électorales municipales, ainsi que son rôle en tant que miko dans les rituels pour le sanctuaire créant du kuchikamizake, une manière traditionnelle et antique de créer ce saké exigeant la mastication du riz afin d'inhaler la levure et donc permettre sa fermentation.
Miki Okudera (奥寺 ミキ, Okudera Miki)
Voix japonaise : Masami Nagasawa, voix française : Fanny Blanchard
Une étudiante dans le supérieur travaillant dans le même restaurant que Taki. Elle et Taki ont le béguin mutuel pour l'un et l'autre. Elle est plus généralement appelée Mme Okudera ou Senpai (un terme respectueux envers les aînés).
Hitoha Miyamizu (宮水 一葉, Miyamizu Hitoha)
Voix japonaise : Etsuko Ichihara, voix française : Charlotte Hennequin
La cheffe du temple de la famille et la grand-mère de Mitsuha et Yotsuha. Leur nom de famille Miyamizu (宮水) signifie littéralement « eau de sanctuaire ». Elle est une experte de kumihimo, qui est l'une des traditions de la famille. La ville d'Itomori (糸守), où elle et sa famille vivent et la moitié des événements de l'histoire se déroule, signifie "fil protecteur".
Katsuhiko Teshigawara (勅使河原 克彦, Teshigawara Katsuhiko)
Voix japonaise : Ryō Narita, voix française : Alexis Flamant
Un ami de Mitsuha, qui est un spécialiste dans la construction de machine et d'objet en tout genre, en particulier les explosifs.
Sayaka Natori (名取 早耶香, Natori Sayaka)
Voix japonaise : Aoi Yūki, voix française : Audrey Di Nardo
Une amie de Mitsuha. C'est une jeune fille nerveuse faisant partie du club de radiodiffusion de leur lycée qui nie fougueusement son attirance pour Katsuhiko.
Tsukasa Fujii (藤井 司, Fujii Tsukasa)
Voix japonaise : Nobunaga Shimazaki, voix française : Sullivan Da Silva
Un des amis de Taki au lycée. Il est souvent préoccupé par Taki chaque fois que Mitsuha est dans son corps.
Shinta Takagi (高木 真太, Takagi Shinta)
Voix japonaise : Kaito Ishikawa, voix française : Brice Montagne
Un des amis de Taki au lycée. Il est optimiste et saute au secours de ses amis.
Yotsuha Miyamizu (宮水 四葉, Miyamizu Yotsuha)
Voix japonaise : Kanon Tani, voix française : Julie Claude
La sœur cadette de Mitsuha, qui vit avec elle et leur grand-mère. Elle pense que sa sœur est un peu folle mais l'aime malgré la situation. Elle participe à la création à la fois du kumihimo et du kuchikamizake.
Toshiki Miyamizu (宮水 俊樹, Miyamizu Toshiki)
Voix japonaise : Masaki Terasoma
Le père de Mitsuha et de Yotsuha, c'est le maire d'Itomori. Il était un folkloriste qui s'est rendu dans cette ville pour ses recherches et y a rencontré la mère de Mitsuha. Il est très strict et lassé des événements qui ont eu lieu dans sa vie.
Futaba Miyamizu (宮水 二葉, Miyamizu Futaba)
Voix japonaise : Sayaka Ohara
La mère décédée de Mitsuha et de Yotsuha.
Yukari Yukino (雪野 百香里, Yukino Yukari)
Voix japonaise : Kana Hanazawa
La professeure de littérature classique japonaise de Mitsuha, de Katsuhiko et de Sayaka. Elle leur enseigne le mot « Kataware-doki », qui signifie crépuscule dans le dialecte local d'Hida, dans sa classe. Yukari est également apparue dans The Garden of Words.

## Fiche technique
Sauf indication contraire, les informations mentionnées dans cette section peuvent être confirmées par la base de données cinématographiques IMDb,  présente dans la section « Liens externes ».
- Titre original : Kimi no na wa. (君の名は。?)
- Titre international : Your Name.
- Réalisation : Makoto Shinkai
- Scénario : Makoto Shinkai
- Musique : Radwimps
- Direction artistique : Akiko Majima, Takumi Tanji, Tasuku Watanabe
- Direction de l'animation : Masashi Andō
- Character designer : Masayoshi Tanaka
- Montage : Makoto Shinkai
- Pays de production :  Japon
- Production : Katsuhiro Takei, Genki Kawamura, Kôichirô Itô
  - Coproduction : Tatsuro Hatanaka, Shin'ichirô Inoue, Masanori Yumiya, Junji Zenki
- Sociétés de production : CoMix Wave Films, Amuse, Tōhō
- Sociétés de distribution : Eurozoom (France), FUNimation Entertainment (Canada), Tōhō (Japon)
- Langue : japonais
- Format : couleur
- Dates de sortie :
  - États-Unis : 3 juillet 2016 (Anime Expo - première mondiale)
  - Japon : 26 août 2016
  - France : 28 décembre 2016[4]
  - Canada, Québec : 7 avril 2017 (sortie limitée)
  - Belgique : 29 novembre 2017[5]

## Production
Your Name. est réalisé par Makoto Shinkai, produit par CoMix Wave Films et distribué par Tōhō. Il est adapté du light novel de Makoto Shinkai, publié le 18 juin 2016 au Japon par Kadokawa.

### Genèse
L'idée de cette histoire est venue à Shinkai après avoir visité Yuriage, Natori, préfecture de Miyagi en juillet 2011, après le Séisme de 2011 de la côte Pacifique du Tōhoku, le grand tremblement de terre de l'est du Japon. Shinkai a dit : « Cela aurait pu être ma ville. » Il a dit qu'il voulait faire un film dans lequel les positions des gens de Yuriage seraient échangées avec les téléspectateurs. Les croquis que Shinkai a dessinés lors de cette visite ont été montrés dans des expositions.

### Décors
Si la ville d'Itomori, un des lieux du film, est imaginaire, le film s'inspire de lieux réels fournissant une toile de fond à la petite ville. D'autres scènes dépeignent directement des lieux actuels. Parmi celles se déroulant dans la préfecture de Gifu, on peut ainsi reconnaître la bibliothèque de la ville de Hida, ou la gare de Hida-Furukawa. À Tokyo, on peut retrouver entre autres la passerelle de Shinanomachi, le restaurant où travaille le héros et l'escalier de la scène finale.

### Galerie

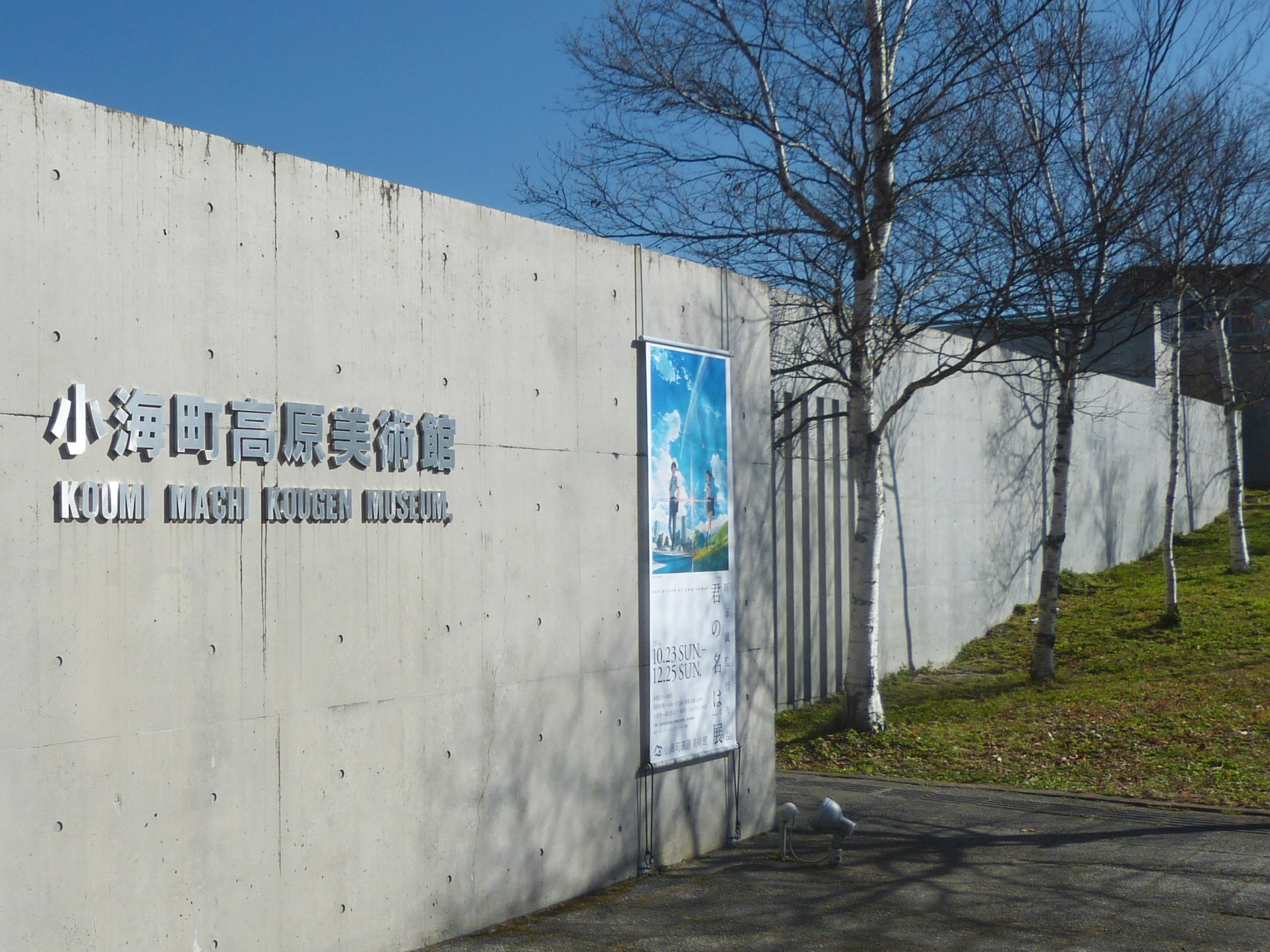
Exposition sur Your Name. au musée d'art Koumi-machi Kougen.
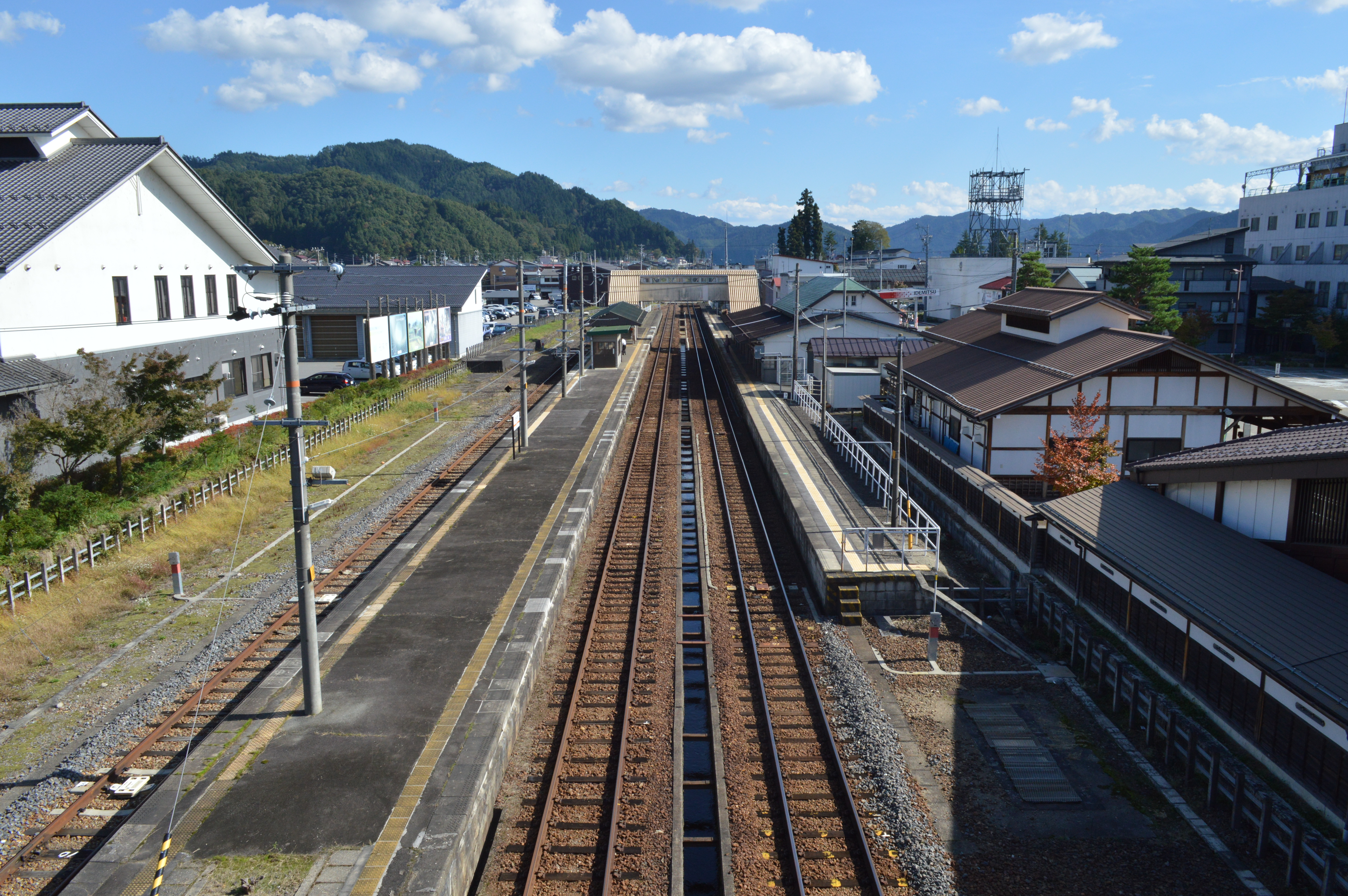
Gare de Hida-Furukawa.
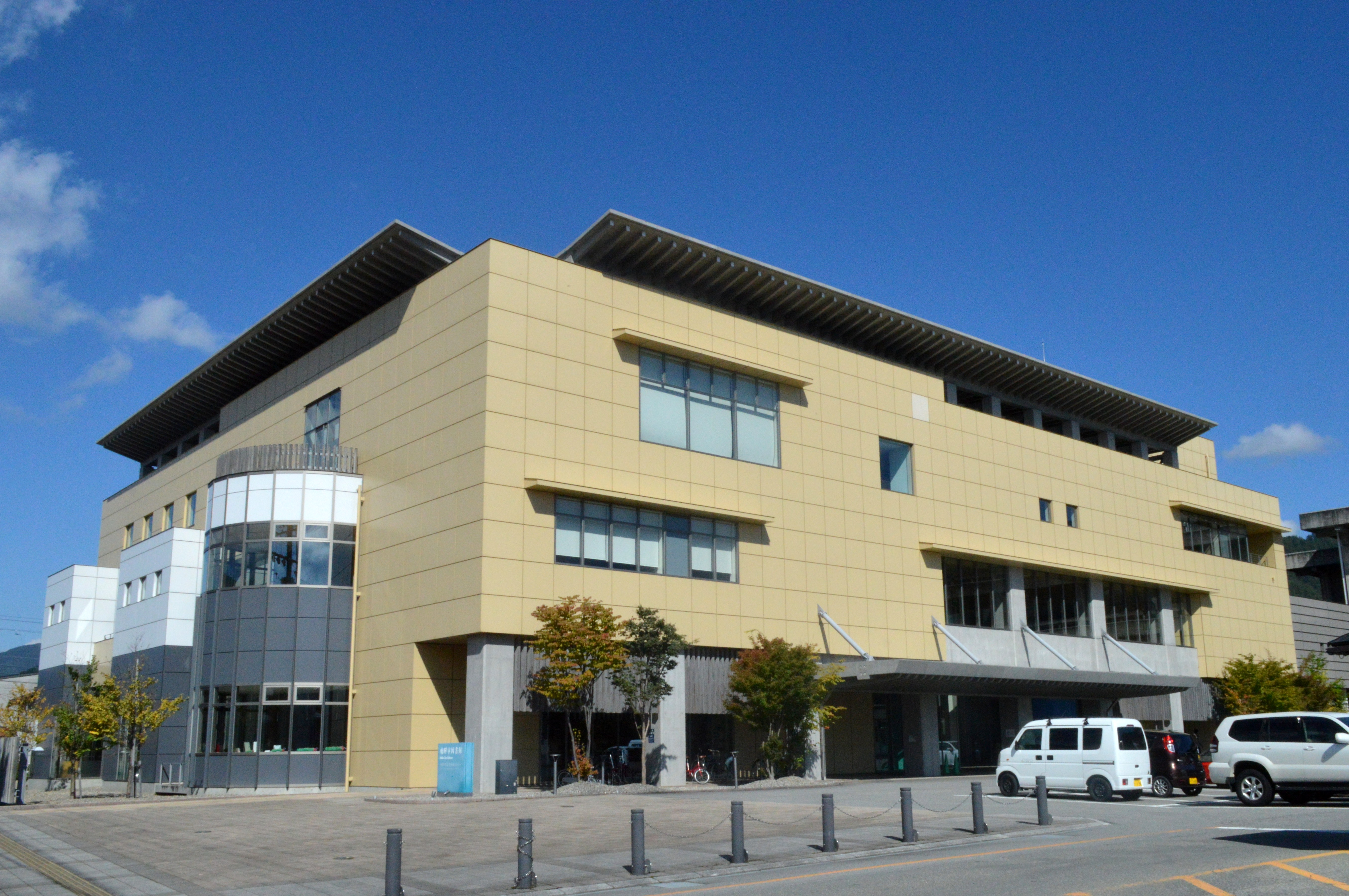
Bibliothèque de la ville de Hida.
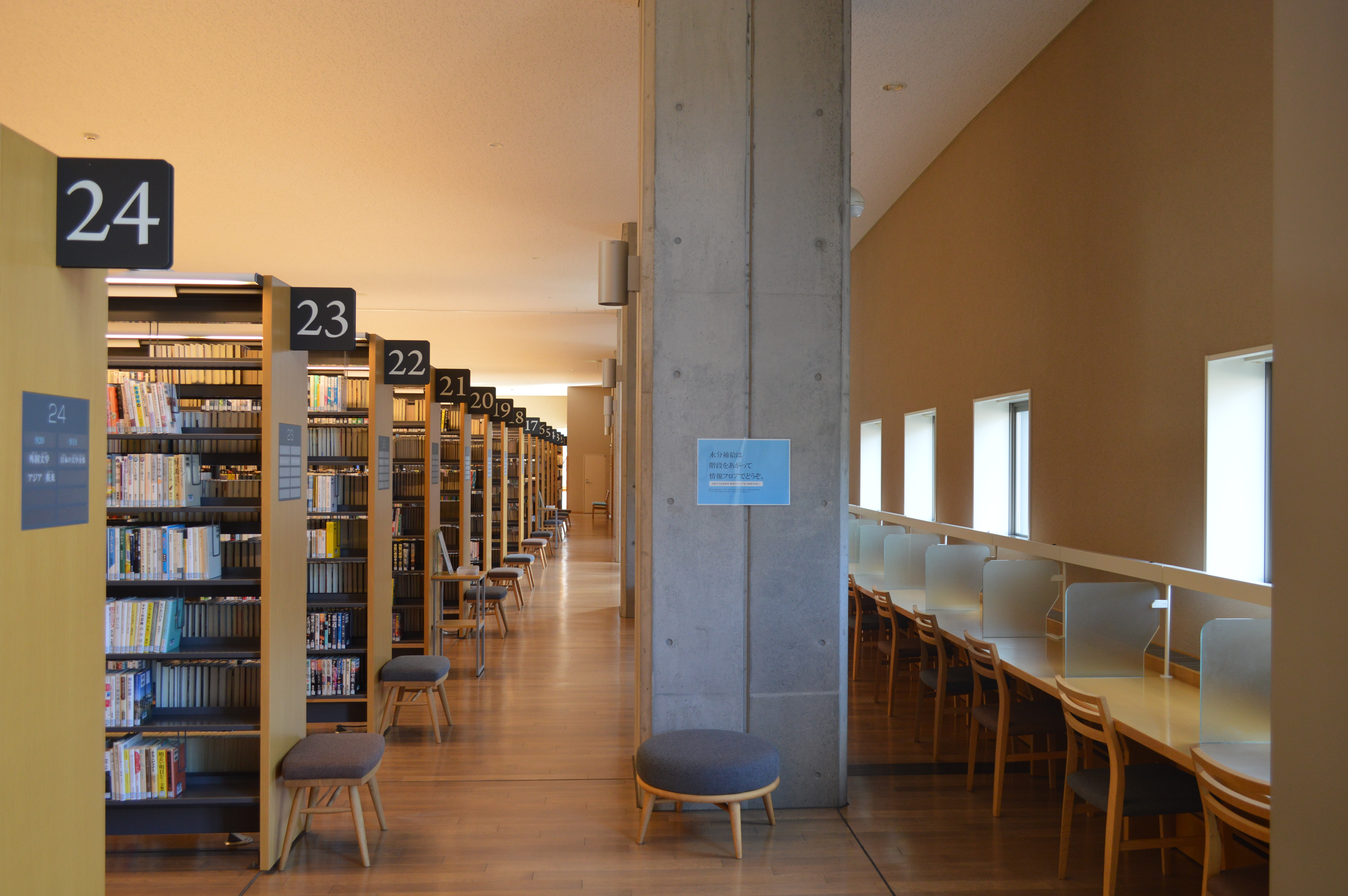
Bibliothèque de la ville de Hida.
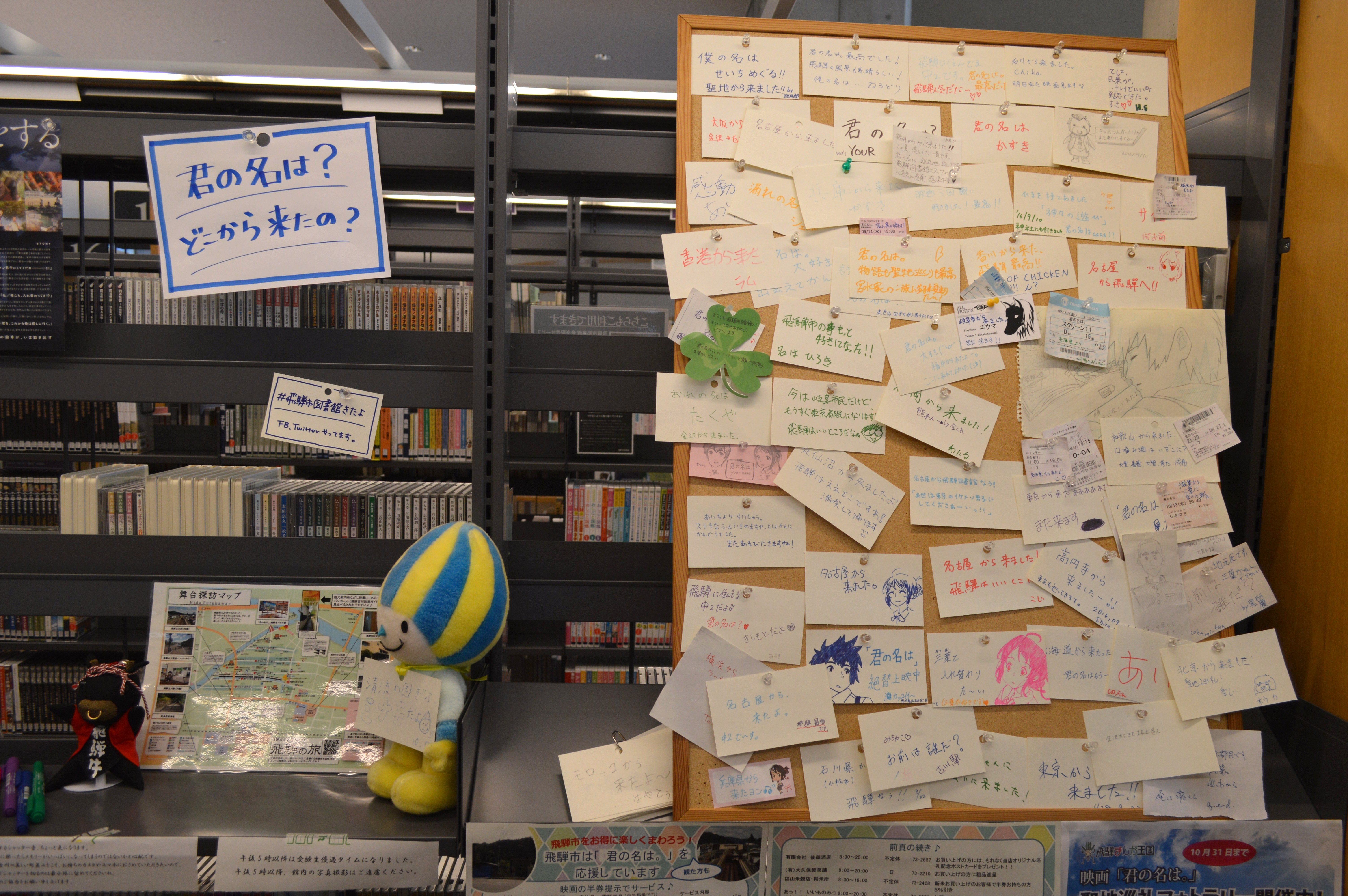
Section Your Name. de la bibliothèque de Hida.
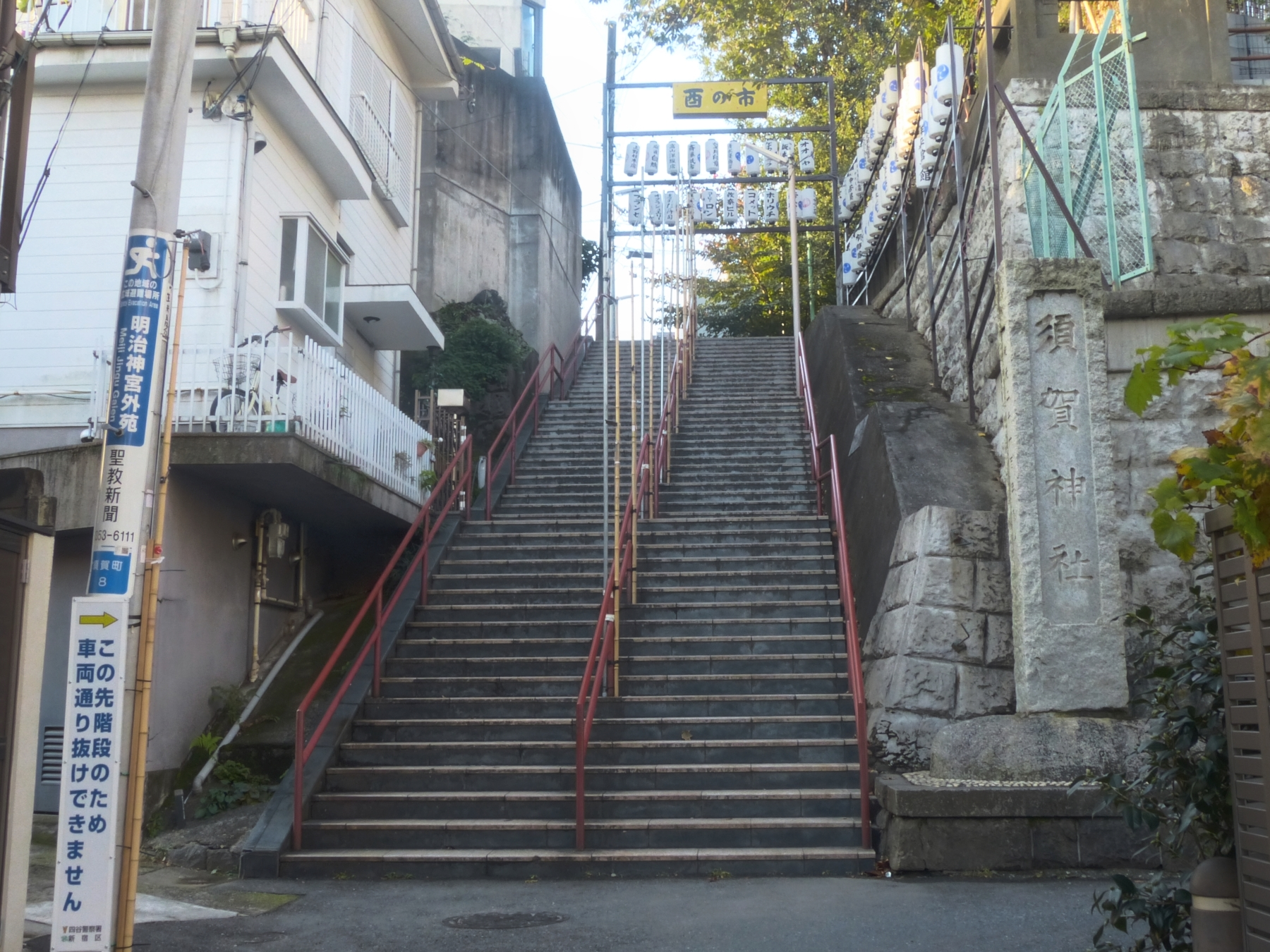
Escaliers du sanctuaire de Suga.
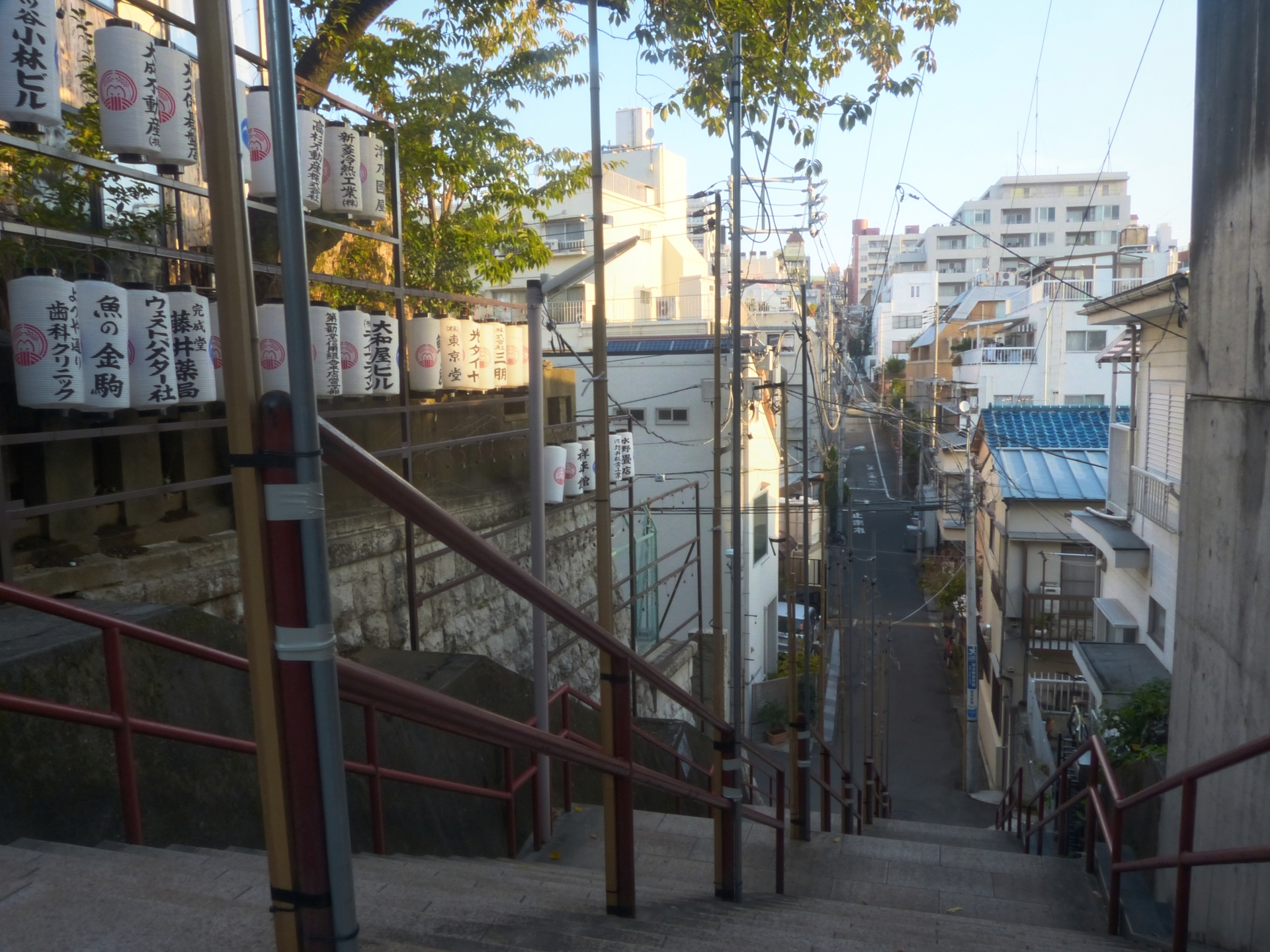
Escaliers du sanctuaire de Suga.
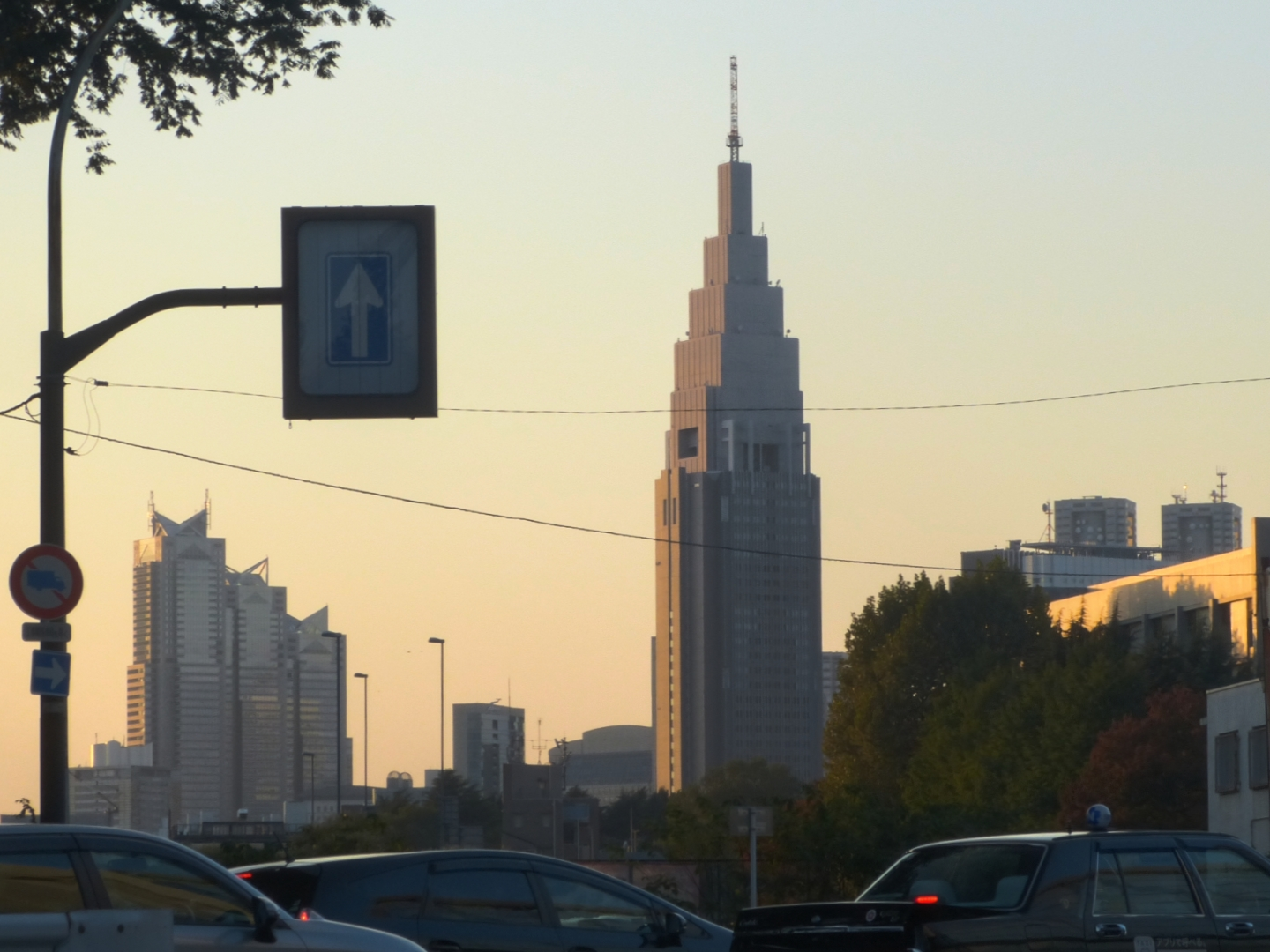
Tour NTT Docomo Yoyogi.
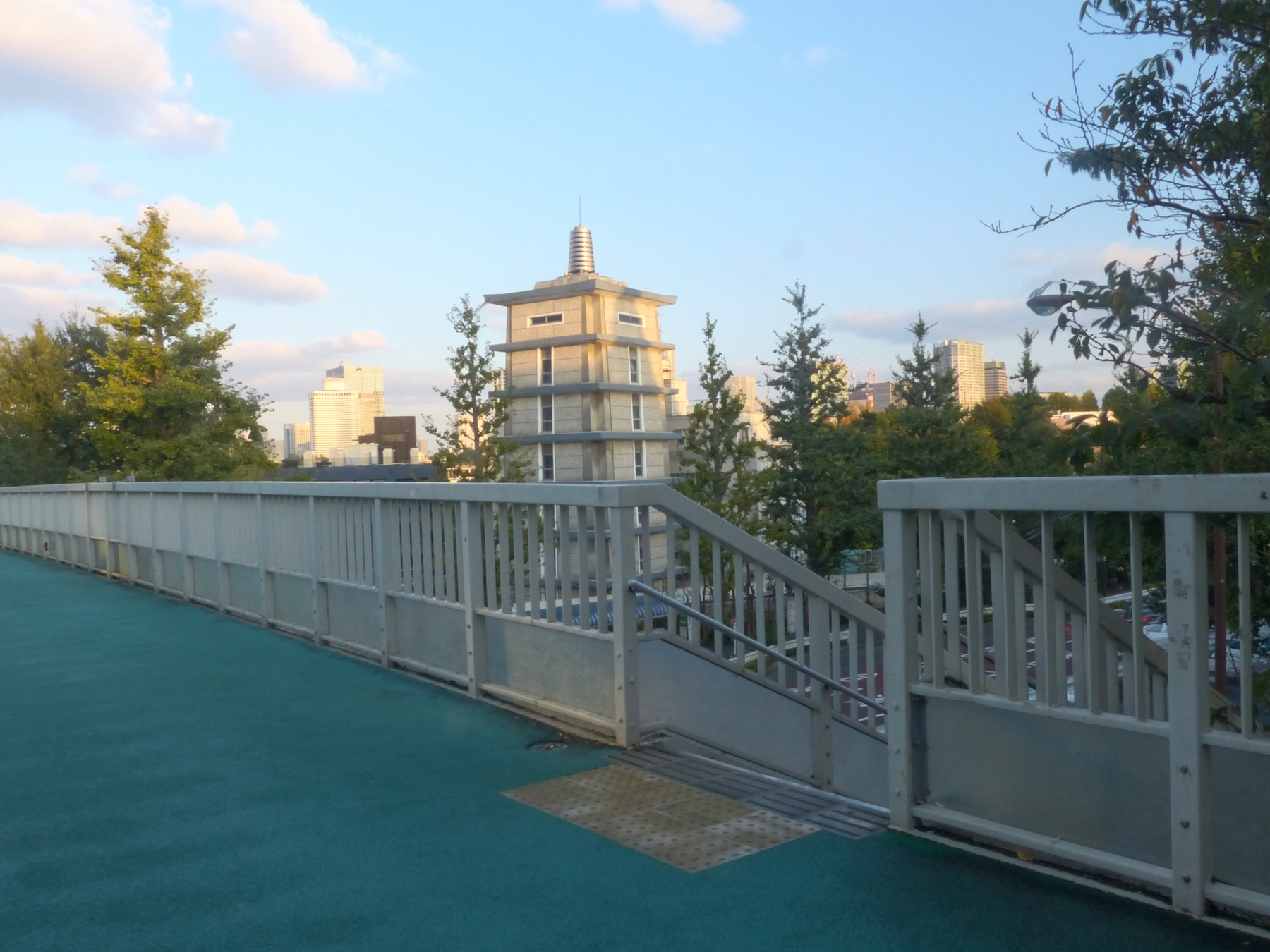
Passerelle de Shinanomachi.

### Bande originale
La bande originale du film est signée par le groupe Radwimps. L'album s'est écoulé à 500 000 exemplaires au Japon.
| 1.      | Yume Tōrō (夢灯籠, « La lanterne des rêves »)                            | 2:09 |
| 2.      | Mitsuha no Tsūgaku (三葉の通学, « Mitsuha s'en va pour l'école »)        | 1:07 |
| 3.      | Itomori Kōkō (糸守高校, « Le lycée Itomori »)                            | 1:48 |
| 4.      | Hajimete no Tōkyō (はじめての、東京, « Première fois à Tokyo »)          | 1:16 |
| 5.      | Akogare Cafe (憧れカフェ, « Café adoré »)                                | 1:29 |
| 6.      | Okudera Senpai no Tēma (奥寺先輩のテーマ, « Okudera Theme »)             | 2:06 |
| 7.      | Futari no Ihen (ふたりの異変, « Leur accident »)                         | 2:36 |
| 8.      | Zen Zen Zense (movie ver.) (前前前世, « Past Past Life »)                | 4:44 |
| 9.      | Goshintai (御神体, « Objet de culte »)                                   | 3:24 |
| 10.     | Dēto (デート, « Rendez-vous »)                                           | 4:03 |
| 11.     | Akimatsuri (秋祭り, « Fête de l'automne »)                               | 1:06 |
| 12.     | Kioku o Yobiokosu Taki (記憶を呼び起こす瀧, « Taki se souvient »)        | 1:40 |
| 13.     | Hida Tanbō (飛騨探訪, « À la recherche d'Hida »)                         | 1:29 |
| 14.     | Kieta Machi (消えた町, « La ville qui a disparu »)                       | 1:55 |
| 15.     | Toshokan (図書館, « Bibliothèque »)                                      | 1:42 |
| 16.     | Ryokan no Yoru (旅館の夜, « Nuit à l'auberge »)                          | 1:29 |
| 17.     | Goshintai e Futatabi (御神体へ再び, « Une fois de plus au sanctuaire »)  | 2:21 |
| 18.     | Kuchikamizake Torippu (口噛み酒トリップ, « Le voyage du Kuchikamizake ») | 2:55 |
| 19.     | Sakusen Kaigi (作戦会議, « Réunion stratégique »)                        | 2:20 |
| 20.     | Chō Chō Settoku (町長説得, « Convaincre le maire »)                      | 2:45 |
| 21.     | Mitsuha no Tēma (三葉のテーマ, « Mitsuha Theme »)                        | 4:02 |
| 22.     | Mienai Futari (見えないふたり, « La paire invisible »)                   | 0:50 |
| 23.     | Katawaredoki (かたわれ時, « Pénombre »)                                  | 2:47 |
| 24.     | Supākuru (movie ver.) (スパークル, « Scintillement »)                    | 8:54 |
| 25.     | Dēto 2 (デート2, « Rendez-vous 2 »)                                      | 2:09 |
| 26.     | Nandemonaiya (movie edit.) (なんでもないや, « Ce n'est rien »)           | 3:15 |
| 27.     | Nandemonaiya (movie version) (なんでもないや, « Ce n'est rien »)         | 5:44 |
| 1:12:05 |                                                                          |      |

## Accueil

### Sortie
Sorti le 26 août 2016 au Japon,,,,,,,. Le film est sorti en France le 28 décembre 2016.

### Accueil critique

#### France
En France, le site Allociné donne la note de 4⁄5, après avoir recensé 25 critiques de presse.

### Box-office

#### Au Japon
Dès sa sortie, le film se classe à la première place du box-office japonais, avec plus de 1,2 milliard de yens engendrés en trois jours d'exploitation. Avec 6,2 milliards de yens engendrés après 3 semaines, le film dépasse les 6 milliards de prévision du producteur Tōhō. Le film dépasse les 10 milliards de yens après 28 jours, et devient le premier film d'animation japonais non produit par le Studio Ghibli à dépasser cette somme. Le film devient quelques jours plus tard le plus gros succès du box-office japonais de 2016.
Le film reste ensuite à la première place pendant sept semaines consécutives, avec 13,8 milliards de yens. Au bout de 98 jours d'exploitation, le film récolte plus de 20 milliards de yens de recettes, devenant ainsi le 2e plus grand film japonais (animes/films live) dépassant les célèbres films d'animation Princesse Mononoké et Le Château ambulant de Miyazaki. Il est également actuellement le quatrième film, œuvres étrangères incluses, le plus lucratif au Japon derrière Le Voyage de Chihiro, Titanic et La Reine des neiges.
Au 14 mars 2017, le film cumule 18,9 millions d'entrées,,. Cela en fait le second film d'animation japonaise ayant réalisé le plus d'entrées au Japon derrière Le Voyage de Chihiro (plus de 23,5 millions d'entrées) et le 4e film en général derrière Tokyo Olympiades (19,5 millions) ; La Reine des neiges (20 millions) et Le Voyage de Chihiro.

#### En France

##### Contexte
Le genre anime en France ne réunit pas autant d'entrées que les films d'animation européens ou américains, bien plus médiatisés. En effet, seuls trois films d'animation japonais ont passé la barre symbolique du million d'entrées dans l'histoire du cinéma français : tout d'abord, le premier film Pokémon, sorti en avril 2000 au pic de popularité de la licence, et ayant totalisé 2,2 millions d'entrées. Les deux autres films sont signés par Hayao Miyazaki. Le Voyage de Chihiro, en 2002, et Le Château ambulant, en 2005, atteindront 1,4 million d'entrées. D'autres films de Miyazaki (et par extension du studio Ghibli) dépasseront assez largement les 500 000 entrées, sans atteindre le million.
Mais en règle générale, le public des films d'animation japonais en France est essentiellement considéré comme étant de niche, et ce malgré l'influence du Club Dorothée sur toute une génération et de la culture japonaise chez les adolescents. Rares sont les films au-delà de 200 000 entrées qui ne proviennent pas du studio Ghibli ou d'une grande licence à succès (comme Albator, Saint Seiya ou Dragon Ball). Le plus souvent, les distributeurs ayant acquis les droits de ces films misent sur des programmations événementielles dans des combinaisons de salles relativement limitées (une centaine de salles tout au plus). Ce sont souvent des distributeurs indépendants qui se chargent d'importer en France les films du genre anime pour leur offrir une exploitation cinématographique.
Les droits d'exploitation de Your Name. en France ont été décrochés par la société Eurozoom, spécialisée dans les films anime (on lui doit les sorties françaises de Naruto the Last, One Piece : Z, ou Miss Hokusai). Elle distribue aussi des longs métrages indépendants. Du fait de sa position indépendante, son rapport de force est assez faible par rapport aux majors du cinéma et a donc plus de difficulté à distribuer ses films largement sur le territoire. Sa sortie la plus prolifique en matière d'entrées est un film de 1997 : Firelight, le lien secret, avec Sophie Marceau en tête d'affiche, qui totalisa un peu plus de 300 000 entrées. Dans le genre anime, le record du distributeur était alors détenu par Les Enfants Loups, Ame et Yuki, qui a atteint 212 000 entrées en 2012-2013, poussé par une longue carrière et une programmation au festival Télérama qui permet aux films sélectionnés d'être diffusés dans plus de 200 salles.
Cela crée un contraste assez unique : là où le succès colossal des films de Miyazaki au Japon, et notamment celui du Voyage de Chihiro, a poussé des majors à s'y intéresser (Walt Disney Pictures se chargera par la suite de la distribution des films du réalisateur dans l'hexagone), Your Name n'a pas semblé retenir l'attention des grands distributeurs malgré un succès équivalent, ce qui a permis à Eurozoom d'obtenir les droits d'exploitation.
Le distributeur choisit la date du 28 décembre 2016 pour sortir le film au niveau national. C'est une semaine clé pour le cinéma français, car elle est située au milieu des vacances de Noël. Une période faste pour le cinéma français (6 millions d'entrées comptabilisées sur cette semaine en 2016-2017), mais aussi extrêmement concurrentielle. Sur le même jour de sortie, Your Name est confronté notamment à un blockbuster américain de science-fiction, Passengers, et à deux comédies françaises, Père fils thérapie ! et Le Cœur en braille, qui bénéficient tous trois de distributions plus larges que Your Name. Et c'est sans oublier les nombreux films à succès sortis les semaines précédentes, comme Vaiana : La Légende du bout du monde, Rogue One: A Star Wars Story, Demain tout commence, Assassin's Creed ou Ballerina. Les deux premiers cités seront quelques semaines plus tard les deux premiers films du box-office 2016 en France.
Du fait de la très forte concurrence, et de la position non dominante d'Eurozoom sur le marché du cinéma français, Your Name n'est distribué que sur 100 copies en première semaine (dont 18 en région parisienne). En guise de comparaison, Passengers, sorti le même jour, bénéficiait de près de 550 copies au niveau national. Le but pour Eurozoom est donc, sur le faible parc de cinémas, de créer un engouement pour remplir les salles et pousser les exploitants à garder le film sur la longueur, ou à programmer le film plus tard en début d'année 2017.

##### Chiffres et analyse du box-office
| Chiffres clés du box-office de Your Name en France | Chiffres clés du box-office de Your Name en France | Chiffres clés du box-office de Your Name en France | Chiffres clés du box-office de Your Name en France   | Chiffres clés du box-office de Your Name en France |
| Indicateur                                         | Entrées                                            | Moy./ copie                                        | Position                                             | Source                                             |
| -------------------------------------------------- | -------------------------------------------------- | -------------------------------------------------- | ---------------------------------------------------- | -------------------------------------------------- |
| 1re séance UGC Ciné Cité Les Halles (9 h)          | 111                                                | -                                                  | 1er (parmi les nouveautés de la semaine)             | [ 34 ]                                             |
| 14 h Paris intramuros                              | 1 107                                              | 111                                                | 2e (parmi les nouveautés de la semaine)              | [ 35 ]                                             |
| 14 h Paris-Périphérie                              | 1 496                                              | 75                                                 | 3e (parmi les nouveautés de la semaine)              |                                                    |
| 1er jour (avant-premières incluses)                | 15 857                                             | 159                                                | 3e (parmi les nouveautés de la semaine)              | [ 36 ]                                             |
| 1er week-end d'exploitation                        | 56 665                                             | 567                                                | 16e (parmi les films en exploitation sur la semaine) | [ 37 ]                                             |
| 1re semaine d'exploitation                         | 77 345                                             | 773                                                | 16e (parmi les films en exploitation sur la semaine) | [ 33 ]                                             |
| Cumul total                                        | 250 842                                            | -                                                  | 155e (parmi tous les films sortis en 2016)           | [ 38 ]                                             |

| Box-office de Your Name en France par semaine | Box-office de Your Name en France par semaine | Box-office de Your Name en France par semaine | Box-office de Your Name en France par semaine | Box-office de Your Name en France par semaine | Box-office de Your Name en France par semaine | Box-office de Your Name en France par semaine | Box-office de Your Name en France par semaine |
| Semaine                                       | Entrées                                       | Évolution                                     | Copies                                        | Moy./ copie                                   | Pos. hebdo                                    | Cumul                                         | Source                                        |
| --------------------------------------------- | --------------------------------------------- | --------------------------------------------- | --------------------------------------------- | --------------------------------------------- | --------------------------------------------- | --------------------------------------------- | --------------------------------------------- |
| 1                                             | 77 345                                        | -                                             | 100                                           | 773                                           | 16e                                           | 77 345                                        | [ 33 ]                                        |
| 2                                             | 49 321                                        | -36 %                                         | 111                                           | 444                                           | 21e                                           | 126 666                                       |                                               |
| 3                                             | 31 152                                        | -37 %                                         | 110                                           | 283                                           | 24e                                           | 157 818                                       |                                               |
| 4                                             | 20 978                                        | -33 %                                         | 115                                           | 182                                           | 28e                                           | 178 796                                       |                                               |
| 5                                             | 17 302                                        | -18 %                                         | 182                                           | 95                                            | 27e                                           | 196 098                                       |                                               |
| 6                                             | 15 250                                        | -12 %                                         | 162                                           | 94                                            | 30e                                           | 211 348                                       |                                               |
| 7                                             | 15 395                                        | +1 %                                          | 147                                           | 105                                           | 27e                                           | 226 743                                       |                                               |
| 8                                             | 10 214                                        | -34 %                                         | 147                                           | 69                                            | 31e                                           | 236 957                                       |                                               |
| 9                                             | 5 341                                         | -48 %                                         | 81                                            | 66                                            | 42e                                           | 242 318                                       |                                               |
| 10                                            | 2 208                                         | -59 %                                         | 47                                            | 47                                            | 58e                                           | 244 526                                       |                                               |

Le film a dépassé, d'après le distributeur :
- 50 000 entrées en 5 jours (1re semaine d'exploitation) ;
- 100 000 entrées en 11 jours (2e semaine d'exploitation) ;
- 150 000 entrées en 20 jours (3e semaine d'exploitation) ;
- 175 000 entrées en 26 jours (4e semaine d'exploitation) ;
- 200 000 entrées en 38 jours (6e semaine d'exploitation) ;
- 250 000 entrées en 86 jours (13e semaine d'exploitation)[39].

Alors que le film est toujours en exploitation, Your Name cumule plus de 250 000 entrées. Si, de par sa sortie plus limitée, il ne pouvait prétendre à atteindre des scores proches des films du studio Ghibli, il parvient tout de même à se classer premier film japonais de l'année, devant Le Garçon et la Bête pourtant distribué par Gaumont.

#### Dans le monde
Au niveau mondial, le film devient l'anime le plus lucratif de tous les temps avec 380 millions de dollars de recettes,, dépassant ainsi Le Voyage de Chihiro (289 millions de dollars de recettes).
En Asie, il est devenu le film japonais le plus lucratif en Chine et en Thaïlande. En Corée du Sud, le film sort début janvier 2017 et est en première place du box office dès la première semaine d''exploitation et maintient cette position la semaine suivante.

## Distinctions
| 2016 | 49e Sitges Film Festival                        | Meilleur long métrage d'animation                                                         | Your Name          | Lauréat    |
| 2016 | 60e BFI London Film Festival                    | Meilleur film                                                                             | Your Name          | Nomination |
| 2016 | 18e Bucheon International Animation Festival    | Prix spécial de distinction du meilleur long métrage d'animation                          | Your Name          | Lauréat    |
| 2016 | 18e Bucheon International Animation Festival    | Prix du public du meilleur film d'animation                                               | Your Name          | Lauréat    |
| 2016 | 29e Tokyo International Film Festival           | Prix Arigato                                                                              | Makoto Shinkai     | Lauréat    |
| 2016 | 6e Newtype Anime Awards                         | Meilleure image (film)                                                                    | Your Name          | Lauréat    |
| 2016 | 6e Newtype Anime Awards                         | Meilleure bande son                                                                       | Your Name          | Finaliste  |
| 2016 | 6e Newtype Anime Awards                         | Meilleure catégorie de chanson à thème                                                    | ZenZenZense        | Finaliste  |
| 2016 | 41st Hochi Film Award                           | Meilleur film                                                                             | Your Name          | Nomination |
| 2016 | 29e Nikkan Sports Film Award                    | Meilleur film                                                                             | Your Name          | Nomination |
| 2016 | 29e Nikkan Sports Film Award                    | Meilleur réalisateur                                                                      | Makoto Shinkai     | Lauréat    |
| 2016 | 42e Los Angeles Film Critics Association Awards | Meilleur film d'animation                                                                 | Your Name          | Lauréat    |
| 2016 | Women Film Critics Circle 2016                  | Meilleur film d'animation                                                                 | Your Name          | Nomination |
| 2017 | 20e Japan Media Arts Festival                   | Grand Prix de la Division Animation                                                       | Your Name          | Lauréat    |
| 2017 | Japan Expo Awards                               | Daruma d’Or                                                                               | Your Name          | Lauréat    |
| 2017 | Japan Expo Awards                               | Daruma du meilleur film                                                                   | Your Name          | Lauréat    |
| 2017 | Japan Expo Awards                               | Daruma de la meilleure réalisation                                                        | Your Name          | Lauréat    |
| 2017 | Japan Expo Awards                               | Daruma du meilleur scénario                                                               | Your Name          | Lauréat    |
| 2017 | Japan Expo Awards                               | Daruma de la meilleure bande originale                                                    | Your Name          | Lauréat    |
| 2017 | 37e Grand prix Nihon SF                         | Grand Prix                                                                                | Your Name          | Nomination |
| 2017 | 44e Annie Awards                                | Meilleur long métrage d'animation - Indépendant                                           | Your Name          | Nomination |
| 2017 | 44e Annie Awards                                | Réalisation exceptionnelle, réalisation dans une production de longs métrages d'animation | Makoto Shinkai     | Nomination |
| 2017 | 21e Satellite Awards                            | Meilleur long métrage d'animation ou de médias mixtes                                     | Your Name          | Nomination |
| 2017 | 48e Prix Seiun                                  | Meilleure média                                                                           | Your Name          | Nomination |
| 2017 | 71e Mainichi Film Awards                        | Meilleur film d'animation                                                                 | Your Name          | Lauréat    |
| 2017 | 59e Blue Ribbon Awards                          | Meilleur film                                                                             | Your Name          | Nomination |
| 2017 | 59e Blue Ribbon Awards                          | Meilleur réalisateur                                                                      | Makoto Shinkai     | Nomination |
| 2017 | 59e Blue Ribbon Awards                          | Prix Spécial                                                                              | Your Name          | Lauréat    |
| 2017 | 40e Japan Academy Prize                         | Excellente animation de l'année                                                           | Your Name          | Lauréat    |
| 2017 | 40e Japan Academy Prize                         | Animation de l'année                                                                      | Your Name          | Nomination |
| 2017 | 40e Japan Academy Prize                         | Réalisateur de l'année                                                                    | Makoto Shinkai     | Nomination |
| 2017 | 40e Japan Academy Prize                         | Scénario de l'année                                                                       | Makoto Shinkai     | Lauréat    |
| 2017 | 40e Japan Academy Prize                         | Réalisation exceptionnelle en musique                                                     | Radwimps           | Lauréat    |
| 2017 | 36e Anima Festival                              | Prix du public du meilleur film d'animation                                               | Your Name          | Lauréat    |
| 2017 | 11e Seiyu Awards                                | Meilleur acteur                                                                           | Ryunosuke Kamiki   | Lauréat    |
| 2017 | 11e Seiyu Awards                                | Meilleure actrice                                                                         | Mone Kamishiraishi | Lauréat    |
| 2017 | 11e Seiyu Awards                                | Prix Synergies                                                                            | Your Name          | Lauréat    |
| 2017 | 11e Asia Pacific Screen Awards                  | Meilleur film d'animation                                                                 | Your Name          | Nomination |
| 2017 | 7e AACTA Awards                                 | Meilleur film asiatique                                                                   | Your Name          | Nomination |
| 2017 | San Francisco Film Critics Circle Awards 2017   | Meilleur film d'animation                                                                 | Your Name          | Nomination |
| 2018 | 44e Saturn Awards                               | Meilleur film d'animation                                                                 | Your Name          | Nomination |
| 2018 | Crunchyroll Anime Awards                        | Meilleur film                                                                             | Your Name          | Lauréat    |

## Autour du film

### Lien avecThe Garden of Words
Le film fait plusieurs références à The Garden of Words, œuvre précédente de Shinkai :
- Yukari Yukino, la professeure de Mitsuha est également un de ses deux protagonistes principaux ;
- Takao Akizuki, le protagoniste de The Garden of Words, fait une apparition très brève à la fin du film[62] ;
- Le restaurant pour lequel travaille Taki s'appelle Il giardino delle parole, son titre italien.

### Roman
Le light novel de Your Name est publié le 18 juin 2016 au Japon par Kadokawa. Au 20 septembre 2016, il a dépassé le million d'exemplaires écoulés.
La version française est publiée le 5 juillet 2017 par Pika Édition.

### Manga
Une adaptation en manga de trois tomes par Ranmaru Kotone est publiée par Media Factory entre août 2016 et avril 2017,. La version française est publiée entre juillet et octobre 2017 par Pika Édition.

### Spin-off
Le roman Kimi no na wa. Another Side:Earthbound (Your name. Another Side:Earthbound) est un recueil d'histoires centrées sur les personnages de Taki (lorsqu'il est dans le corps de Mitsuha), Katsuhiko, Toshiki et Yotsuha (respectivement ami d'enfance, père et sœur de Mitsuha). Il est également adapté en manga en juillet 2017.

### Film en prise de vues réelles
Le 27 septembre 2017, le producteur JJ Abrams et le scénariste Eric Heisserer ont annoncé qu'ils travaillaient sur un remake en film en prise de vues réelles de Your Name., qui serait produit par Paramount Pictures et Bad Robot Productions, aux côtés des producteurs du film original dontTōhō, qui gérera la distribution du film au Japon. Le scénario est confié à Éric Heisserer, qui a révélé que les détenteurs de droits japonais voulaient qu'il soit réalisé du point de vue occidental. En février 2019, Marc Webb a signé pour réaliser le projet. Il est annoncé que le film doit parler de l'histoire d'une jeune femme amérindienne vivant dans une zone rurale et d'un jeune homme de Chicago, qui découvrent qu'ils échangent de corps par magie et par intermittence.
En septembre 2020, Deadline Hollywood a rapporté que Lee Isaac Chung avait pris la relève en tant qu'écrivain et réalisateur, travaillant sur un brouillon rédigé par Emily V. Gordon. En juillet 2021, Chung a quitté le projet, invoquant des problèmes de calendrier.
Le 31 octobre 2022, Carlos López Estrada est annoncé pour écrire et réaliser le film, en remplacement de Webb et Chung.